# Annabella Sciorra
Annabella Sciorra (Nueva York, 29 de marzo de 1960) es una actriz estadounidense de cine, televisión y teatro. Recibió una nominación al Premio Independent Spirit como mejor actriz por su actuación en la película True Love (1989), y se hizo más notoria cuando coprotagonizó Jungle Fever (1991), de Spike Lee. Trabajó en el thriller La mano que mece la cuna (1992) y fue elogiada por la crítica por su papel en Cop Land. Fue nominada al Premio Emmy por su trabajo en la serie Los Soprano, donde interpretó a Gloria Trillo.

## Vida privada
Sciorra nació en Brooklyn, Nueva York, hija de un veterinario y de una estilista. Sus padres eran inmigrantes italianos; su padre de Abruzzo y su madre de Formia, una localidad del Lacio.
De niña estudió danza y comenzó a tomar clases de actuación en el Hagen-Berghoff Studio y en el American Academy of Dramatic Arts, ambos en Nueva York.
Después de terminar la secundaria en South Shore High School, asistió a la universidad, pero abandonó para dedicarse a la actuación. En noviembre de 1981, con veinte años de edad, fundó la Brass Ring Theater Company.
Estuvo casada con el actor Joe Petruzzi desde diciembre de 1989 hasta 1993, y tuvo una relación con Bobby Cannavale entre 2004 y 2007. Sciorra es una de las personas que acusó al productor Harvey Weinstein de violación.

## Filmografía

### Cine
- True Love (1989)
- Internal affairs (1990)
- Cadillac Man (1990)
- Reversal of Fortune (1990)
- Jungle Fever (1991)
- The Hard Way (1991)
- The Hand That Rocks the Cradle (1992)
- Whispers in the Dark (1992)
- The Night We Never Met (1993)
- Mr. Wonderful (1993)
- Romeo is Bleeding (1993)
- The Cure (1995)
- The Addiction (1995)
- The Funeral (1996)
- Underworld (1996)
- Cop Land (1997)
- Mr. Jealousy (1997)
- What Dreams May Come (1998)
- New Rose Hotel (1998)
- American Crime (2004)
- Identity Theft: The Michelle Brown Story (2004)
- Chasing Liberty (2004)
- Twelve and Holding (2005)
- Find Me Guilty (2006)
- Marvelous (2006)
- Fresh Kills (2023)[15]

### Televisión
- The Fortunate Pilgrim (1988)
- Asteroid (1997)
- Los Soprano (2001–2004)
- Law & Order: Criminal Intent (2005–2006)
- Law & Order: Trial by Jury (2005)
- The L Word (2007)
- ER (2007)
- Mental (2009)
- CSI: Las Vegas (2013)
- Luke Cage (Netflix) (2018)
- Tulsa King (2023)

## Teatro
- Those The River Keeps de David Rabe
- The Vagina Monologues de Eve Ensler
- Roar (2004) de Betty Shamieh[2]